# منطقة باثيندا
باثيندا رمزها «BA» (بالإنجليزية: Bathinda)‏ ، هو تقسيم إداري لدولة الهند تتبع ولاية بنجاب (بالإنجليزية: Punjab)‏ ، مركزها هو مدينة باثيندا (بالإنجليزية: Bathinda)‏ عدد سكانها حسب تعداد سنة 2001 هو 1,181,236 ، مساحتها 3,377 كم² وكثافة السكان 350 لكل كم² .